# Вільшаницька сільська рада (Самбірський район)
Вільшаницька сільська рада — орган місцевого самоврядування у Самбірському районі Львівської області. Адміністративний центр — село Вільшаник.

## Загальні відомості
Вільшаницька сільська рада утворена в 1939 році. Територією ради протікають річки Мочарка, Черхавка, Спринька

## Населені пункти
Сільській раді підпорядковані населені пункти:
- с. Вільшаник
- с. Глибоч
- с. Трояни
- с. Черхава
- с. Монастирець
- с. Сприня
- с. Лукавиця
- с. Лопушно
- с. Мала Спринька

## Склад ради
Рада складається з 16 депутатів та голови.

### Керівний склад ради
| ПІБ                      | Основні відомості                                                                     | Дата обрання | Дата звільнення |
| ------------------------ | ------------------------------------------------------------------------------------- | ------------ | --------------- |
| Мисько Петро Миколайович | Сільський голова, 1949 року народження, член Всеукраїнського об'єднання «Батьківщина» | 26.03.2006   | 31.10.2010      |
| Ковалик Любов Ігорівна   | Сільський голова, 1961 року народження, освіта середня спеціальна, позапартійна       | 31.10.2010   |                 |

Примітка: таблиця складена за даними джерела